# Upeneus
Upeneus són un gènere de peixos de la família dels múl·lids.

## Taxonomia
N'hi ha les següents espècies reconegudes:
- - Upeneus arge (Jordan i Evermann, 1903)[2]
  - Upeneus asymmetricus (Lachner, 1954)[3]
  - Upeneus australiae (Kim i Nakaya, 2002)[4]
  - Upeneus crosnieri (Fourmanoir i Guézé, 1967)[5]
  - Upeneus davidaromi (Golani, 2001)[6]
  - Upeneus doriae (Günther, 1869)[7]
  - Upeneus filifer (Ogilby, 1910)[8]
  - Upeneus francisi (Randall i Guézé, 1992)[9]
  - Upeneus guttatus (Day, 1868)[10]
  - Upeneus japonicus (Houttuyn, 1782)[11][12]
  - Upeneus luzonius (Jordan i Seale, 1907)[13]
  - Upeneus mascareinsis (Fourmanoir i Guézé, 1967)[5]
  - Upeneus moluccensis (Bleeker, 1855)[14]
  - Upeneus mouthami (Randall i Kulbicki, 2006)[15]
  - Upeneus parvus (Poey, 1852)[16]
  - Upeneus pori (Ben-Tuvia i Golani, 1989)[17]
  - Upeneus quadrilineatus (Cheng i Wang, 1963)[18]
  - Upeneus subvittatus (Temminck i Schlegel, 1843)[19]
  - Upeneus sulphureus (Cuvier, 1829)
  - Upeneus sundaicus (Bleeker, 1855)[14]
  - Upeneus taeniopterus (Cuvier, 1829)
  - Upeneus tragula (Richardson, 1846)[20]
  - Upeneus vittatus (Forsskål, 1775)[21]
  - Upeneus xanthogrammus (Gilbert, 1892)[22]